# Gila Goldstein
Gila Goldstein (ur. 18 grudnia 1947 w Turynie, zm. 5 lutego 2017 w Tel Awiwie) – izraelska aktorka filmowa, piosenkarka i działaczka LGBT.

## Życiorys
Urodziła się w Turynie, we Włoszech jako Abraham Goldstein. W dzieciństwie wyemigrowała do Izraela i mieszkała w Hajfie. W 1960 zmieniła imię na Gila, będąc pierwszą izraelską osobą transseksualną. Na początku lat 70. XX wieku osiadła w Europie, gdzie pracowała jako tancerka i striptizerka. Po powrocie do Izraela pracowała jako prostytutka, była związana również ze znanymi nocnymi klubami Tel Awiwu w tym „Barem 51”. Udzielała się jako aktorka i piosenkarka, prowadziła również audycje radiową. 
W 2003 została uhonorowana przez izraelską społeczność LGBT tytułem 'Darling of the LGBT Community”. W 2005 otrzymała Miami LGBT Film Festival Award dla najlepszej aktorki drugoplanowej. Była uznawana za ikonę ruchu LGBT w Izraelu. 
Zmarła  5 lutego 2017 w Tel Awiwie po doznanym kilka dni wcześniej udarze mózgu.